# Mannophryne riveroi
Mannophryne riveroi es una especie de anfibio anuro de la familia Aromobatidae.

## Distribución geográfica
Esta especie es endémica de Cerro Azul en la Península de Paria en Venezuela. Habita entre los 400 y 1000 m de altitud en el estado de Sucre.

## Etimología
Esta especie lleva el nombre en honor a Juan A. Rivero.

## Publicación original
- Donoso-Barros, 1965 : Nuevos reptiles y anfibios de Venezuela. Noticiario Mensual Museo Nacional de Historia Natural (Santiago, Chile), vol. 9, n.º 102, p. 1-2.[5]